# Skandia (wytwórnia filmowa)
Skandia (pełna nazwa Filmindustri AB Skandia) – szwedzka wytwórnia filmowa, powstała 17 maja 1918 dzięki porozumienie pomiędzy firmą fotograficzną Hasselblad z Göteborgu, szwedzką filią francuskiego producenta Pathé oraz biurem wynajmu Victoria Film AB. Wytwórnia przestała istnieć z dniem 27 grudnia 1919, kiedy to po połączeniu ze Svenska Bio zapoczątkowała istnienie Svensk Filmindustri.

## Wyprodukowane filmy
- Mästerkatten i stövlar (1918)
- Spöket på Junkershus (1918)
- Surrogatet (1919)
- Farligt frieri, Ett (1919)
- Åh, i morron kväll (1919)
- Löjtnant Galenpannas sista växel (1919)
- Bomben (1920)
- Robinson i skärgården (1920)
- Thora van Deken (1920)